# Lijst van spelers van Coventry City FC
Deze lijst omvat voetballers die bij de Engelse voetbalclub Coventry City FC spelen of gespeeld hebben. De spelers zijn alfabetisch gerangschikt.

## A
- Patrick van Aanholt
- Dele Adebola
- Emilio Aldecoa
- Sam Allardyce
- Brynley Allen
- John Aloisi
- Wayne Andrews
- Tomas Antonelius
- Pegguy Arphexad
- Charlie Ashcroft
- Peter Atherton
- Raddy Avramovic

## B
- Phil Babb
- Carl Baker
- Gerry Baker
- Garry Bannister
- Gary Barnett
- Leon Barnett
- Hugh Barr
- Graham Barrett
- Cameron Belford
- David Bell
- Craig Bellamy
- Trevor Benjamin
- Leon Best
- Robert Betts
- Guillaume Beuzelin
- Gael Bigirimana
- Chris Birchall
- Mikkel Bischoff
- Tim Blake
- Jeff Blockley
- Jim Blyth
- George Boateng
- Peter Bodak
- Willie Boland
- Gary Borrowdale
- Brian Borrows
- Jay Bothroyd
- Luke Bottomer
- Dave Bowman
- Alan Brazil
- Gary Breen
- Ian Brightwell
- Jim Brogan
- Jackie Brown
- Richard Brush
- Harry Buckle
- Che Bunce
- Lee Burge
- David Burrows
- David Busst
- Ian Butterworth
- Stephen Bywater

## C
- Ashley Cain
- Ellery Cairo
- Gary Caldwell
- Colin Cameron
- Nathan Cameron
- Lee Camp
- Horacio Carbonari
- Louis Carey
- Willie Carr
- Lee Carsley
- Leslie Cartwright
- George Chaplin
- Youssef Chippo
- Cyrus Christie
- Iyseden Christie
- Clive Clarke
- Jordon Clarke
- Jonson Clarke-Harris
- Philippe Clement
- Dave Clements
- Sammy Clingan
- Jack Cork
- Lorcan Costello
- Martin Cranie
- Darren Currie

## D
- Fankaty Dabo
- Liam Daish
- Gerry Daly
- Scott Dann
- Calum Davenport
- Liam Davis
- Donald Dearson
- Fabien Debec
- Gary Deegan
- Laurent Delorge
- Eric Deloumeaux
- Martin Devaney
- Michael Doyle
- Dion Dublin
- Andrew Ducros
- Richard Duffy
- Chris Dunn
- Lloyd Dyer

## E
- Freddy Eastwood
- Marc Edworthy
- Ronnie Ekelund
- Faysal El-Idrissi
- Vicente Engonga
- John Eustace
- Robert Evans
- Milan van Ewijk

## F
- Khalilou Fadiga
- Craig Faulconbridge
- John Filan
- John Fleck
- Willo Flood
- Lee Fowler
- Danny Fox
- Gerry Francis
- Steve Froggatt
- Marton Fülöp
- Paul Furlong

## G
- Kevin Gallacher
- John Gayle
- Régis Genaux
- Terry Gibson
- Stuart Giddings
- Gary Gillespie
- Stefano Gioacchini
- Shaun Goater
- Rafael González
- Andy Gooding
- Scott Goodwin
- Dean Gordon
- Bobby Gould
- Jonathan Gould
- Martin Grainger
- Jermaine Grandison
- Julian Gray
- Alan Green
- Ashley Grimes
- Bjarni Guðjónsson
- Iván Guerrero
- Aron Gunnarsson

## H
- Mustapha Hadji
- James Hagan
- Daniel Hall
- Marcus Hall
- Paul Hall
- Gustavo Hamer
- Mick Harford
- Cian Harries
- Allan Harris
- John Hartson
- Mark Hateley
- Colin Hawkins
- Simon Haworth
- Ron Healey
- Colin Healy
- Matt Heath
- Magnus Hedman
- Jordan Henderson
- Colin Hendry
- Adam Hett
- Kenny Hibbit
- Craig Hignett
- Lee Hildreth
- Zavon Hines
- Dean Holdsworth
- Jimmy Holmes
- Jim Holton
- Gary Howlett
- Darren Huckerby
- Lee Hughes
- Michael Hughes
- Stephen Hughes
- Billy Humphries
- Chris Hussey
- Thomas Hutchinson
- Don Hutchison
- Tommy Hutchison
- Morten Hyldgaard

## I
- Andy Impey
- Clayton Ince
- Daniel Ireland
- Isaías

## J
- Darren Jackson
- Johnnie Jackson
- Simeon Jackson
- Matt Jansen
- Shaun Jeffers
- Nigel Jemson
- Eoin Jess
- Julian Joachim
- Martin Johansen
- Stern John
- Eddie Johnson
- Martin Jol
- Cobi Jones
- Leslie Jones
- Marc Joseph
- Claus Jørgensen
- Lukas Jutkiewicz

## K
- Ruud Kaiser
- Robbie Keane
- Richard Keogh
- Brian Kerr
- Dean Kiely
- Kevin Kilbane
- Marlon King
- Chris Kirkland
- Muhamed Konjić
- Demitrios Konstantopoulos
- Detsi Kruszyński
- Kevin Kyle

## L
- Nii Lamptey
- Florent Laville
- Dean Leacock
- Arran Lee-Barrett
- Kyle Lightbourne
- Norman Lockhart
- Onandi Lowe
- George Lowrie
- Ryan Lynch

## M
- Charlie MacDonald
- Gary Madine
- Yazid Mansouri
- Chris Marsden
- Andy Marshall
- Jairo Martínez
- Reg Matthews
- Gary McAllister
- Cody McDonald
- Jim McInally
- Michael McIndoe
- Leon McKenzie
- Jamie McMaster
- David McNamee
- James McPake
- Gary McSheffrey
- Michael Mifsud
- Alan Miller
- Lee Mills
- Matt Mills
- Viorel Moldovan
- Steve Mokone
- Gary Montgomery
- Andy Morrell
- Clinton Morrison
- Joe Murphy
- Peter Murphy

## N
- Donato Nardiello
- Peter Ndlovu
- Christian Negouai
- Roland Nilsson
- Runar Normann
- Raffaele Nuzzo

## O
- Roy O'Donovan
- Stephen O'Halloran
- Keith O'Neill
- Michael O'Neill
- Steve Ogrizovic
- Sebastian Olszar
- Isaac Osbourne

## P
- Graham Paddon
- Robert Page
- Carlton Palmer
- Richie Partridge
- Craig Pead
- Trevor Peake
- Stuart Pearce
- David Phillips
- Albert Pickering
- David Pipe
- Courtney Pitt
- Clive Platt
- Steven Pressley
- Kevin Pressman

## Q
- Barry Quinn
- Michael Quirke

## R
- Ronnie Rees
- Cyrille Regis
- Kevin Richardson
- Rohan Ricketts
- Sandy Robertson
- Stewart Robson
- Cédric Roussel
- Keith Rowland
- Joshua Ruffels
- Josh Ruffles
- Reg Ryan

## S
- Youssef Safri
- John Salako
- Bassala Sambou
- Kenny Sansom
- Juan Sara
- Lee Sawyer
- Kasper Schmeichel
- James Scowcroft
- Les Sealey
- Freddie Sears
- Steve Sedgley
- Richard Shaw
- Scott Shearer
- Tim Sherwood
- Peter Shilton
- Samuel Shilton
- Donovan Simmonds
- Robbie Simpson
- Youssef Sofiane
- Trond Soltvedt
- David Speedie
- Richard Spong
- Terry Springthorpe
- Ian St. John
- Edward Stanford
- Steve Staunton
- Jon Stead
- Luke Steele
- Colin Stein
- Craig Strachan
- Gavin Strachan
- Gordon Strachan
- Geoff Strong
- Patrick Suffo

## T
- Jay Tabb
- Paul Telfer
- Conor Thomas
- Daniel Thomas
- George Thomas
- Peter Thomas
- David Thompson
- Garry Thompson
- Kevin Thornton
- Paul Trollope
- Jonathan Tuffey
- Ben Turner
- Iain Turner

## V
- Roger Van Gool
- Adam Virgo

## W
- Adam Walker
- Ian Wallace
- Jean-Guy Wallemme
- Steven Walsh
- Danny Ward
- Elliott Ward
- Gavin Ward
- Stephen Warnock
- Paul Watson
- Roy Wegerle
- Keiren Westwood
- Noel Whelan
- Andy Whing
- Christopher Whyte
- Adrian Williams
- Ben Williams
- Paul Williams
- Paul Williams
- Steve Williams
- Adam Willis
- Callum Wilson
- Karl Wilson
- Neil Wood
- Richard Wood
- Haji Wright
- Stephen Wright
- Curtis Wynter

## Y
- Oleksandr Yevtushok
- Terry Yorath

## Z
- Arjan de Zeeuw
- Ysrael Zúñiga